# Salvador Caudeli
Salvador Caudeli Ramis (Gandia, 1952) és un periodista i mestre valencià.
Va presentar l'informatiu Notícies 9 de Canal Nou entre el 1990 i el 2005, des de 1996 com a presentador principal, i ostenta així el rècord de permanència al capdavant de l'espai, que el va convertir en un dels rostres més emblemàtics de la cadena, sent dels pocs de la plantilla que no fou acomiadat en l'arribada del Partit Popular de la Comunitat Valenciana a la Generalitat Valenciana. En aquesta casa també va conduir programes com Dossiers i L'esfera de la cultura. Posteriorment ha treballat a Gandia Televisió, on ha presentat programes com Culturàlia. També ha estat presentador dels Premis Octubre i ha anat a les llistes del PSPV-PSOE a Bellreguard (La Safor).